# Станислав Димов
Станислав Димов е български футболист, който играе като десен и ляв защитник. 
Започва кариерата си в юношеските формации на Нефтохимик, където треньор му е Росен Кавръков, и става републикански шампион. След това отива в школата на Черноморец (Бургас) и треньори са му Владо Стоянов и Мирослав Кралев. През 2009 г. играе няколко мача за младежкия национален отбор при селекционера Михаил Мадански. 
След като навършва 18 години, отива в Черноморец (Поморие), където треньор му е Неделчо Матушев. Дебютира в Б професионална футболна група на 27 септември 2011 г. в мач срещу Етър (Велико Търново), завършил 0 – 0.
| Сезон   | Отбор              | Първенство       | Мачове | Голове |
| ------- | ------------------ | ---------------- | ------ | ------ |
| 2010/11 | Черноморец-Поморие | Б футболна група | 16     | 0      |
| 2011/12 | Черноморец-Поморие | Б футболна група | 20     | 0      |